# Littérature sénégalaise
La littérature sénégalaise est l'une des plus importantes de l'Afrique de l'Ouest, à l'oral comme à l'écrit. La plupart des œuvres sont écrites en langue française, mais co-existent des textes en arabe, wolof, peul, sérére, diola, mandingue et  soninké.

## Résumé
La littérature sénégalaise a longtemps été connue dans le monde surtout à travers la personnalité exceptionnelle de Léopold Sédar Senghor, à la fois poète et homme d'État, grand défenseur de la francophonie et chantre de la négritude.
Parmi les autres auteurs désormais classiques figurent notamment les romanciers Cheikh Hamidou Kane, Birago Diop, Boubacar Boris Diop, Mamadou Mahmoud N'Dongo, le poète  Alioune Badara Coulibaly, mais aussi Ousmane Sembène qui portera à l'écran quelques-uns de ses propres romans. Plus contemporain, Mohamed Mbougar Sarr remporte le prestigieux Prix Goncourt en 2021. En matière d'essais, outre l'œuvre de Cheikh Anta Diop, les travaux et publications de l'anthropologue Tidiane N'Diaye, ont acquis une dimension mondiale. 
De leur côté les femmes sont particulièrement actives, voire incisives.
En 1980, Mariama Bâ décrit avec une grande sensibilité la société polygame dans Une si longue lettre. 
Aminata Sow Fall, dans la Grève des bàttu (1979), montre que le petit peuple n'est pas dépourvu de ressources. Fatou Diome rencontre le succès avec Le Ventre de l'Atlantique (2004), un roman qui met en scène, souvent avec humour, les rêves d'évasion des jeunes Sénégalais. 

## Galerie féminine

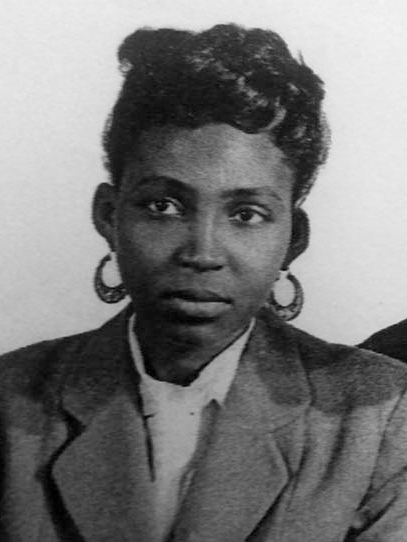
Mariama Bâ
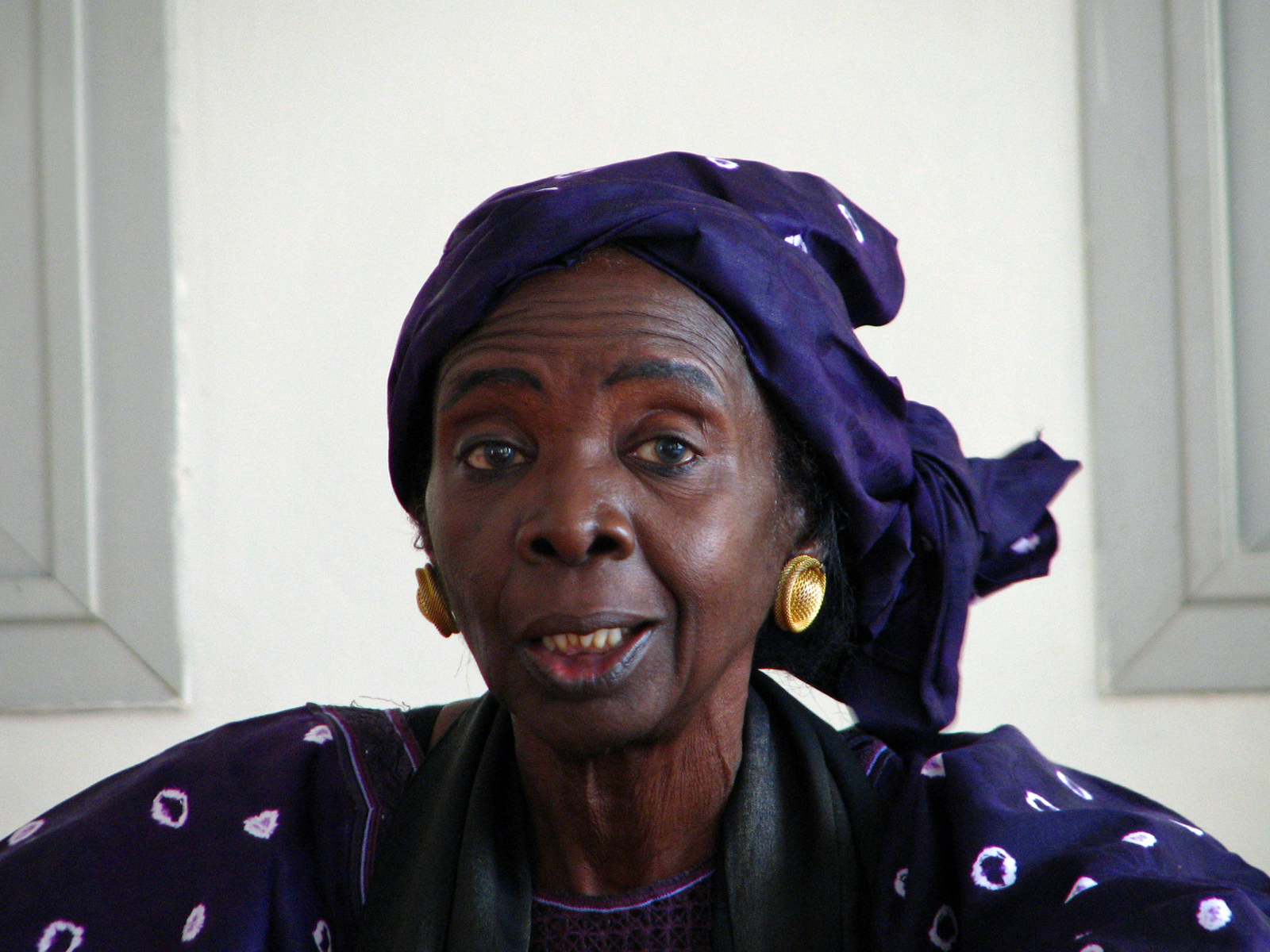
Aminata Sow Fall
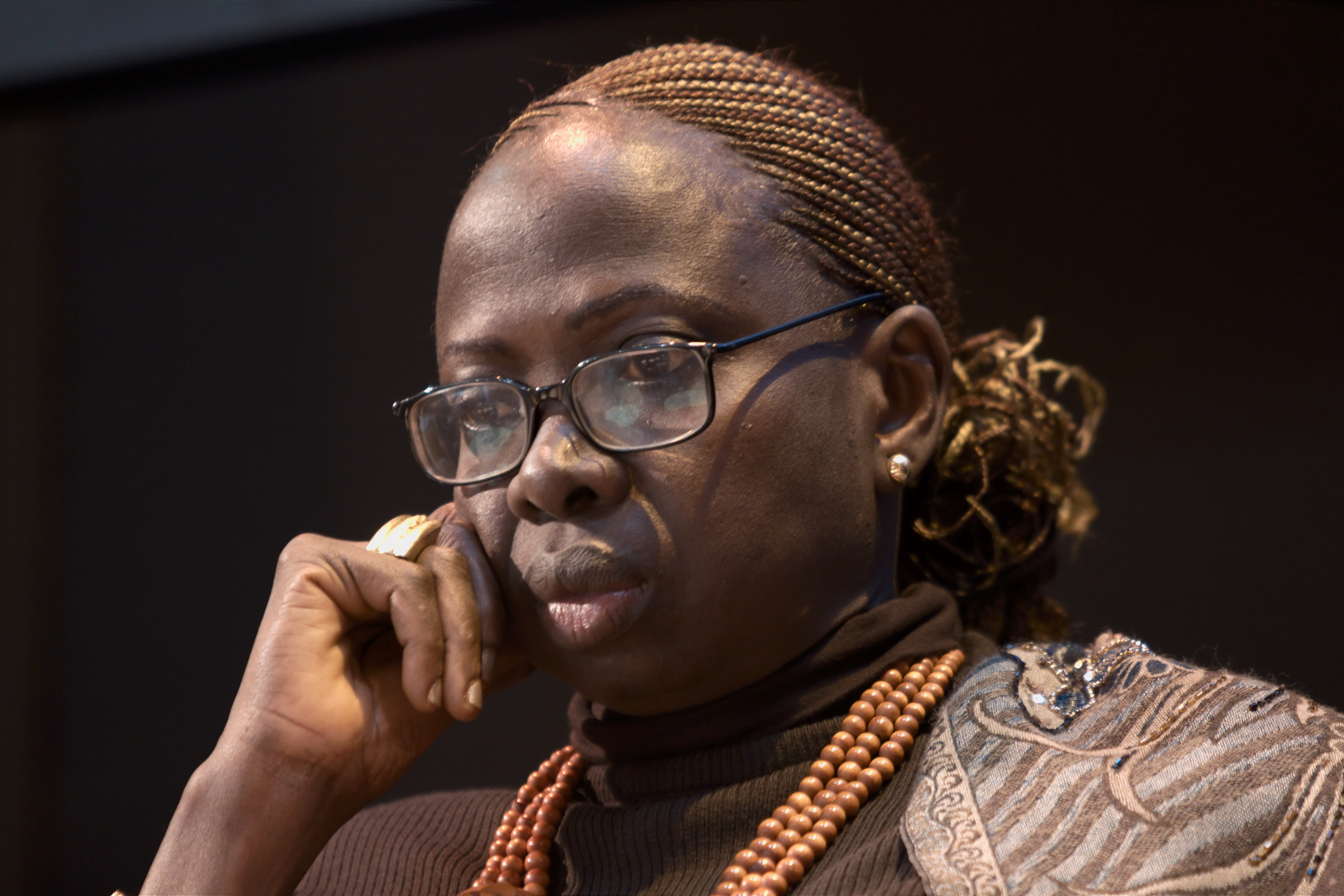
Ken Bugul
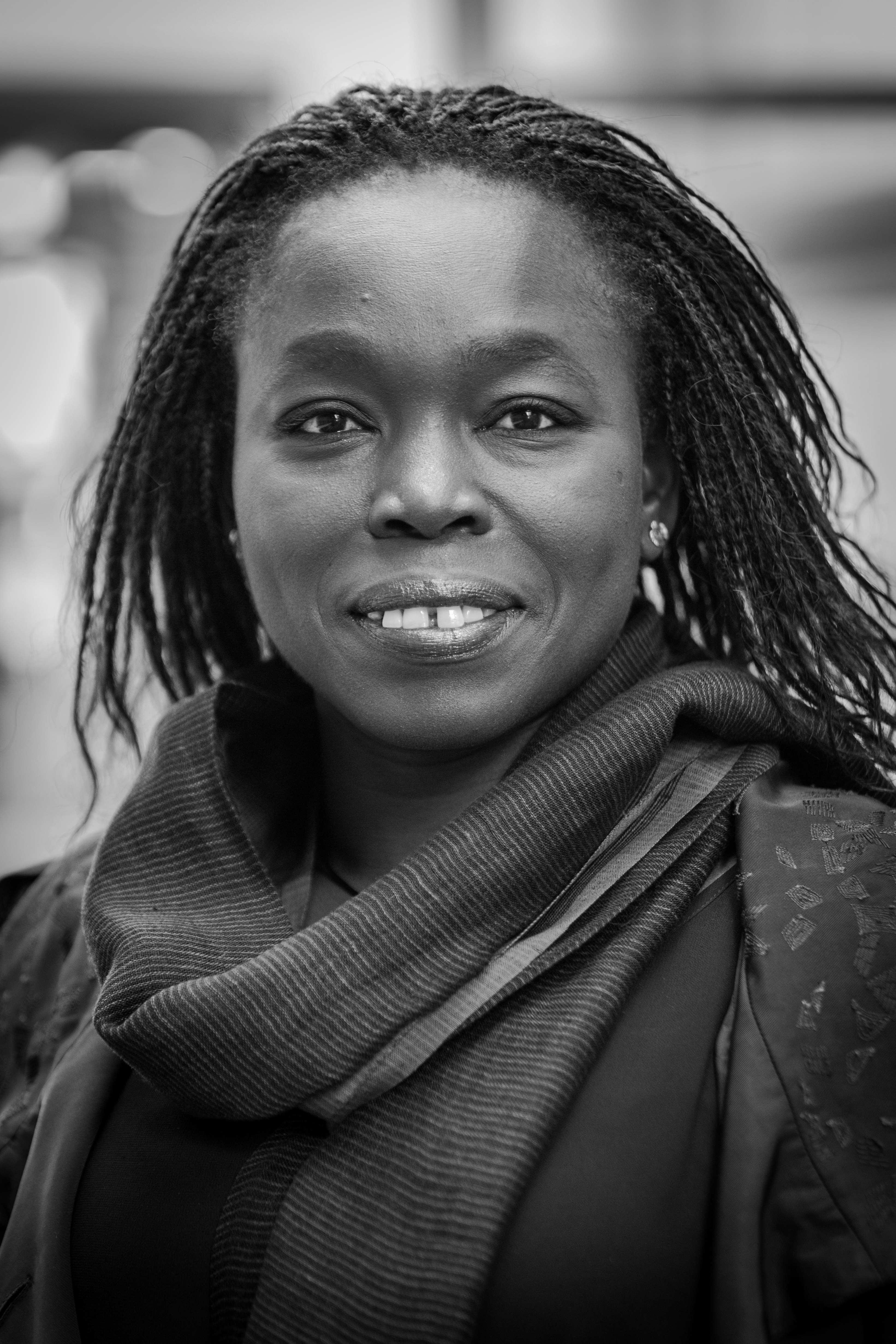
Fatou Diome
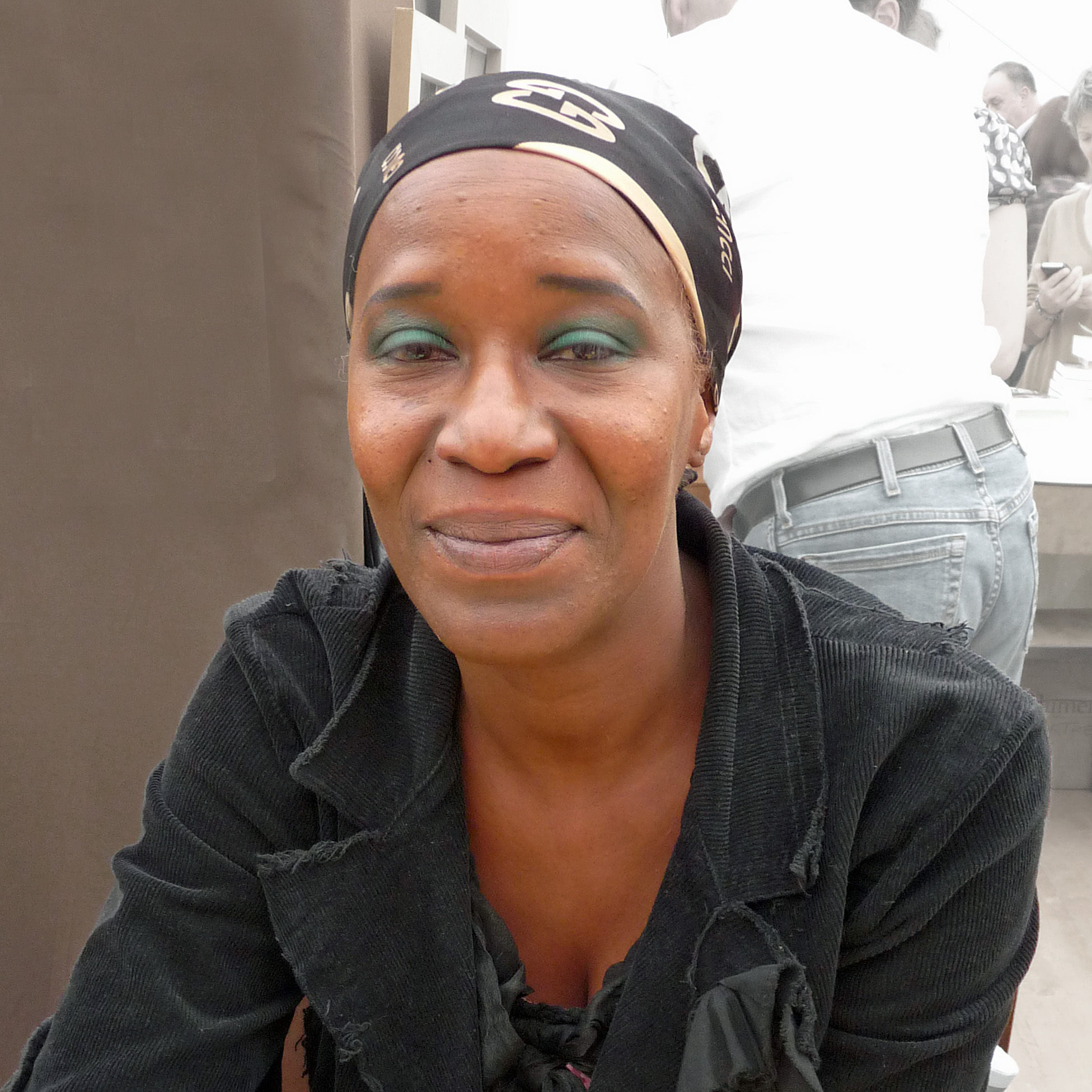
Khadi Hane

## Langues
- Langues au Sénégal, Langues du Sénégal, Expansion du français au Sénégal

Le français est grandement présent sur les chaînes de télévision et occupe presque totalement l’espace des médias écrits du Sénégal.
Le wolof est très poussé à la radio au Sénégal, mais il ne l’est ni à la télévision (bien qu'il soit présent sur certaines chaînes), ni dans la presse écrite. Il n'existe pas de presse écrite en wolof : « Le Sénégal développera peut-être une presse en wolof dans le futur, mais c’est incertain. » (Richard Marcoux, 2012).

## Littérature orale
Une répartition plausible serait, toutes langues confondues :
1. formes brèves : proverbes, maximes, adages, dictons, devises, emblèmes, devinettes, énigmes, contes, chansons,
2. lignées (familles, villages) : listes ordonnées de noms (anthroponymes) et de lieux (toponymes),
3. art et artisanat : lexique de termes, techniques, pratiques
4. pharmacopée et médecine : plantes, traitement médical (et social),
5. récits fondateurs (mythes, légendes), rites et rituels (religieux et civils)...

- Veronika Görög, Littérature orale africaine : Bibliographie analytique (Périodiques), 1969
- Mor Dieye, L'oralité en Afrique, 2012
- Ousseynou Wade, La force du verbe dans la tradition orale wolof: l'exemple des chants du Cercle de la jeunesse de Louga, DEA, 2007
- Tradition orale et littérature au Sénégal, Core.ac.uk

## Littérature écrite

### en arabe
Henri Sene, dans sa thèse Le livre et l'écrit de la langue arabe dans la société sénégalaise des origines au début du XXe siècle (Bordeaux, 1982), donne un tableau rétrospectif pertinent de l'importance de la langue arabe au Sénégal. Cette réalité est corroborée par des travaux plus récents, touchant l'éducation et la littérature.
Cheikh Tidiane Gaye (1951-2011) est une figure emblématique de cette expression actuelle.

### en français
La plupart des auteurs et œuvres de cet article sont de ou en langue française.
- documents administratifs, militaires, religieux, commerciaux, scientifiques : accessibles dans les diverses archives nationales, dont les Archives nationales de France, du temps de l'Afrique-Occidentale française (1895-1958)
- roman colonial, bibliothèque coloniale : (para)littérature (pré)coloniale de la fin du XIXème siècle
  - Émile Driant (1855-1916, alias Capitaine Danrit), ancien militaire, L'Invasion noire (1893-1894)
  - Paul de Sémant (1855-1915, alias Paul Cousturier), ancien administrateur, Gaëtan Faradel, explorateur malgré lui (1907)
  - Edgar Monteil (1845-1921), communard, Le Roi Boubou (1892)
  - Edmond Deschaumes (1856-1916)[9], Le Pays des nègres blancs (1893)
  - Paschal Grousset (1844-1909, alias André Laurie)
  - Tidiane NDiaye (1950)
  - La longue marche des peuples noirs
  - Leclipse des dieux
  - Memoire d’errance
  - Les Falachas negres errants du peuple juif
  - Lempire de Chala Zoulou
  - Le jaune et le noir
  - Par-delà  les ténèbres blanches
  - Le genocide voilé
  - L appel de la lune
  - Marcel Barrière (1860-1954), Le Monde Noir, Roman sur l’avenir des sociétés humaines (1909)
  - Armand Dubarry (1836-1910)
- premières figures de littérature africaine francophone :
  - abbé David Boilat (1814-1901), Esquisses sénégalaises (1853)[10],[11]
  - Paul Hazoumé (1890-1980), Doguicimi (1938)[12],[13]
  - Bakary Diallo (1892-1978), Force bonté (1926)
  - Birago Diop (1906-1989), Les Contes d'Amadou Koumba (1947)
  - Léopold Sédar Senghor (1906-2001)
  - Ousmane Socé Diop (1911-1973), Karim. Roman Sénégalais (1935)
- figures des Indépendances :
  - Ousmane Sembène (1923-2007)
  - Thierno Bâ (1926-2010)
  - Cheikh Hamidou Kane (1928-), L’Aventure ambiguë (1961), Les Gardiens du Temple (1995)
  - Mariama Bâ (1929-1981), Une si longue lettre (1979)
- première génération post-indépendance
  - Aminata Sow Fall (1941-), La Grève des bàttu (1979), L'Appel des arènes (1982), Ex-Père de la Nation (1987)
  - Nafissatou Niang Diallo (1941-1982), romancière, De Tilène au Plateau, une enfance dakaroise (1975)...
  - Boubacar Boris Diop (1946-), Le Temps de Tamango (1981), Les Tambours de la mémoire (1990), Les Traces de la meute (1993)
  - Abasse Ndione (1946-), romancier, La Vie en spirale (1984)...
  - Ken Bugul (1947-), romancière, Le Baobab fou, Cendres et Braises, Riwan...
  - Khadi Fall (1948-), Mademba, Senteurs d'hivernage
  - Ibrahima Sall (1949-), romancière, Les Routiers de chimères (1982)
  - Amadou Lamine Sall (1951-), poète, Mante des aurores, Comme un iceberg en flammes...
  - Mariama Ndoye (1953-)

### enpeul(ou poular)
La littérature en peul concerne une bonne partie de l'Afrique de l'Ouest.
- Mélanie Bourlet, La littérature peule contemporaine. Caractéristiques et enjeux, sur academia.edu
- Christiane Seydou Flânerie à travers la littérature des Peuls du Massina, article de la revue Africanistes, 79-2, 2010
- Ursula Baumgardt, Littérature en peul, sur ellaf.huma
- Olivier Kyburz, La littérature peule dans la collection Classiques Africains, 1994, sur persée.fr

### ensoninké
La littérature en soninké concerne le Mali, le Sénégal, et la Mauritanie.
Elle est recensée principalement sur le site soninkara.
Parmi les publications récentes, Yaxun Gundo Waanagoye, (Le secret du mariage), de Aliou Sy (Aliyu Si Sawaane).
Le Soninké facile, nouveau livre de Mody Bathily pour apprendre le Soninké.

### enwolof
Diverses tentatives (plutôt sénégalaises) de traduction en wolof ou depuis le wolof ont lieu,. Le Nouveau Testament bénéficie d'une traduction en wolof depuis 1987, avec révisions en 2004 et 2008.
Quelques exemples de wolof en français : Buur Tilléen de Cheik Aliou Ndao, Doomi Golo de Boubacar Boris Diop. Ou, de français en wolof : Bataaxal bu gudde nii (Une si longue lettre, premier roman de Mariama Bâ), Baay sama, doomu Afrig (L'Africain, de Jean-Marie Gustave Le Clézio), et Nawetu deret (Une saison au Congo, la pièce de théâtre d’Aimé Césaire).

### ensérère(sereer)
Crétois, Léonce, Le vocabulaire sérère de la faune ; Dakar : CLAD; 1983 ; 125 pages

## Galerie masculine

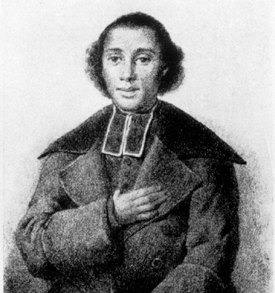
David Boilat (1814-1901)
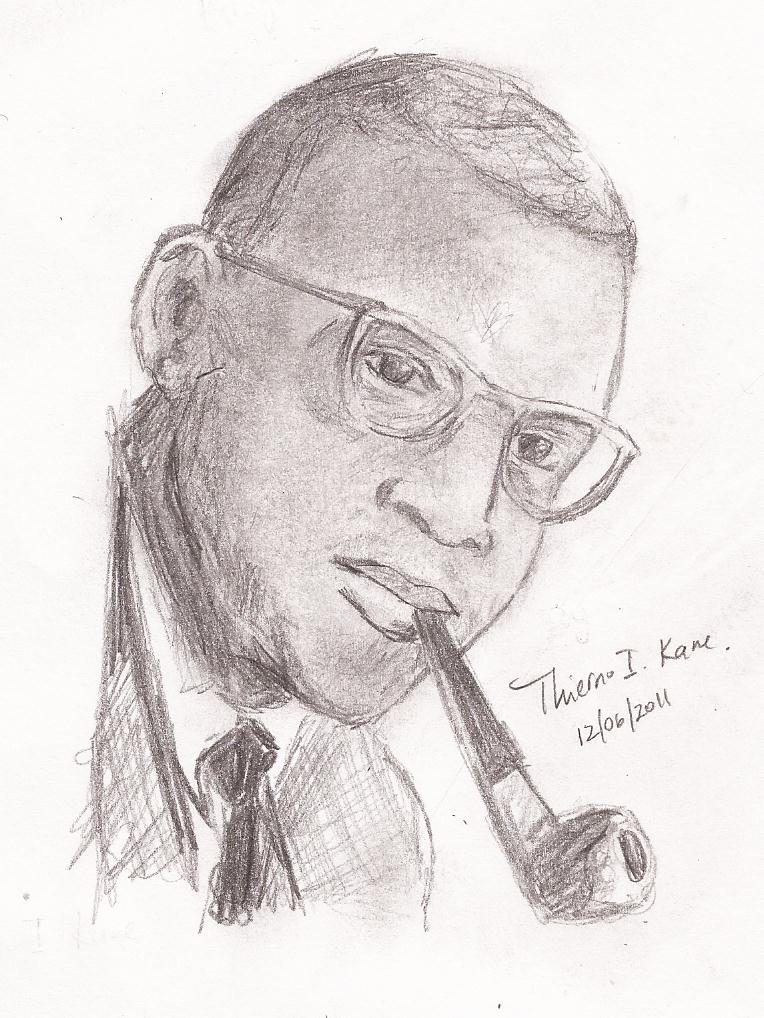
Birago Diop (1906-1989)
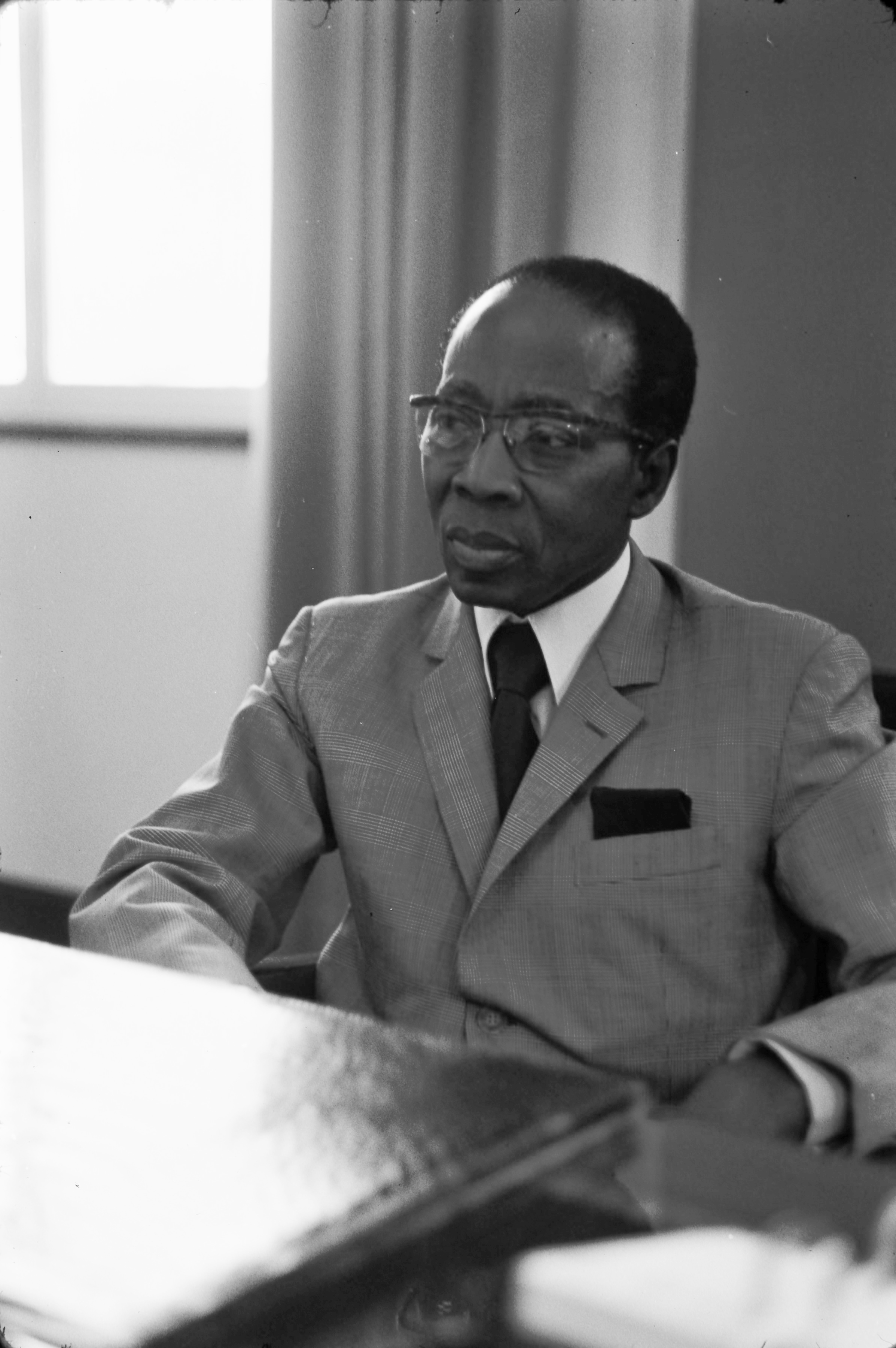
Léopold Sédar Senghor (1906-2001)
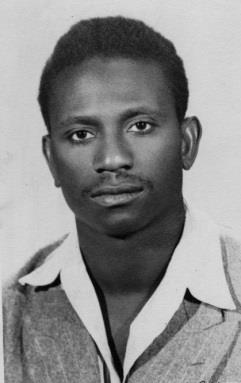
Cheikh Anta Diop (1923-1986)
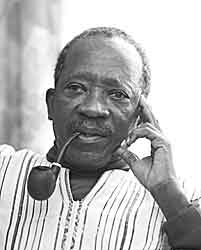
Ousmane Sembène (1923-2007)
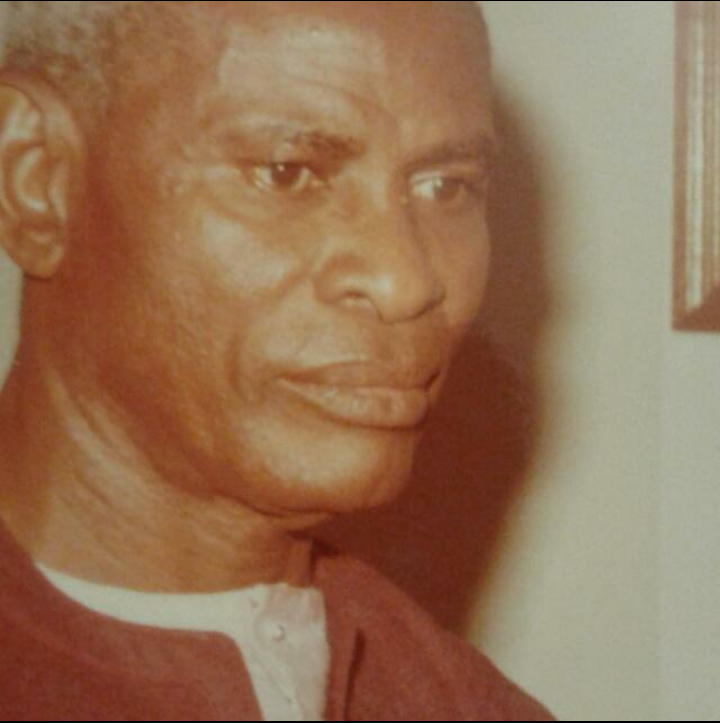
Thierno Bâ (1926-2010)
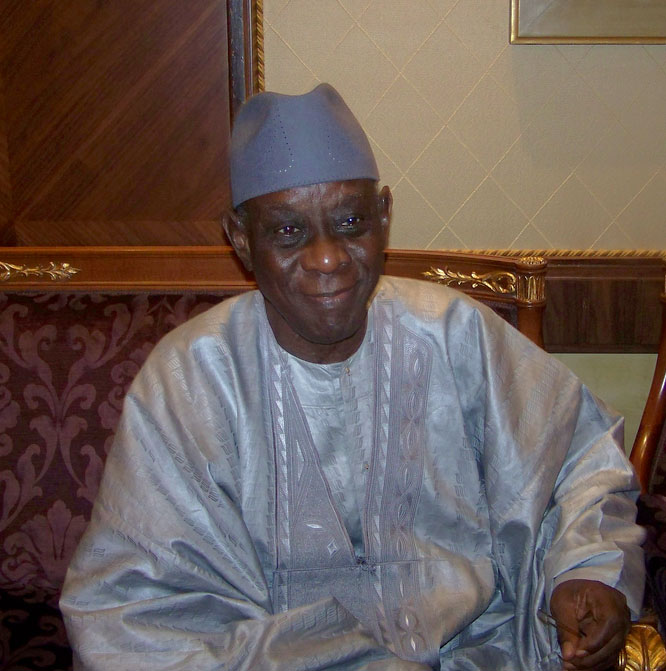
Cheikh Hamidou Kane (1928-)
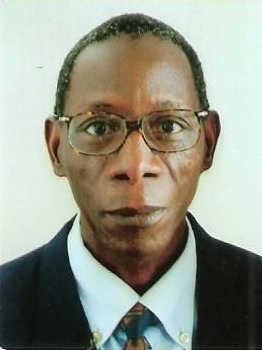
Alioune Badara Coulibaly (1945-)
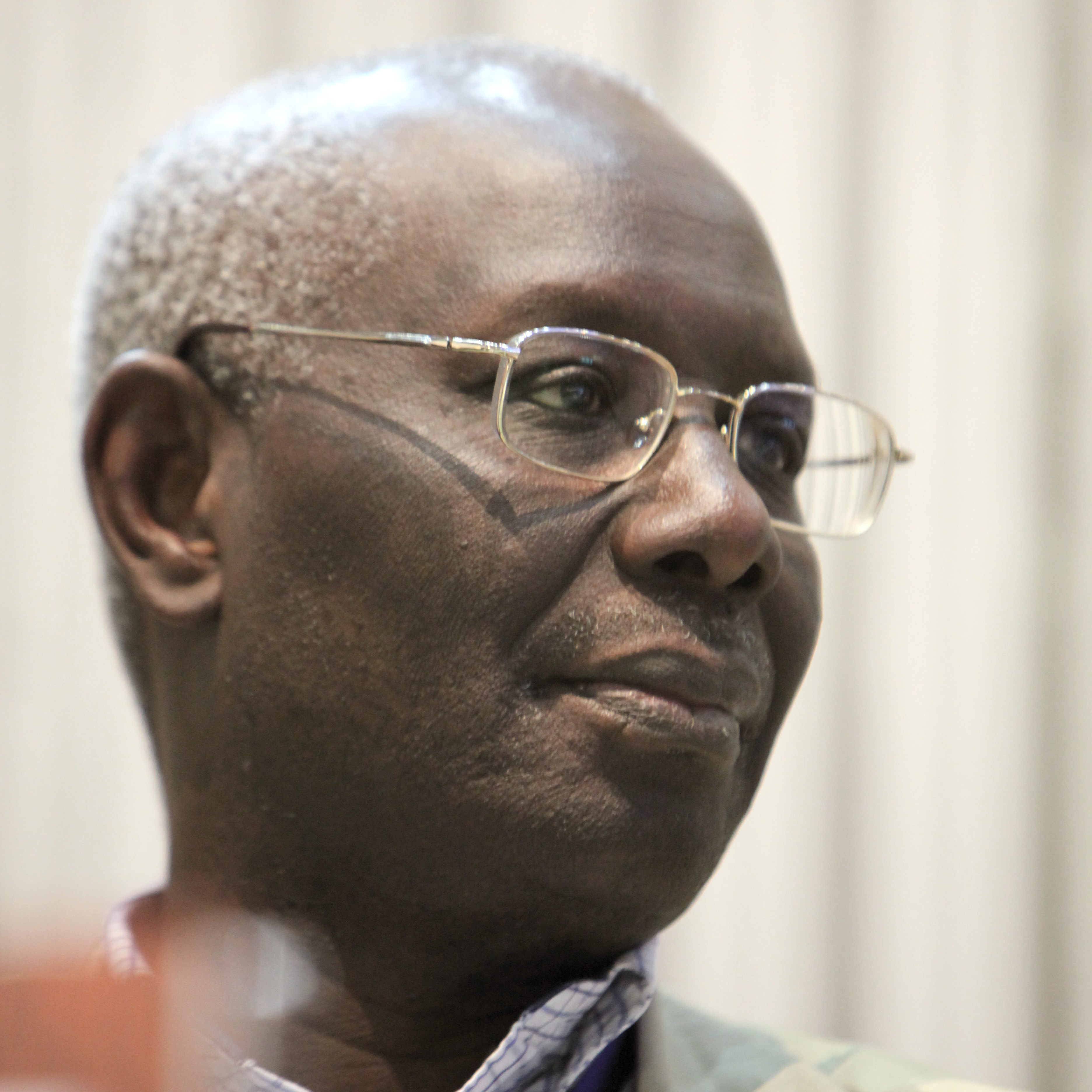
Boubacar Boris Diop (1946-)
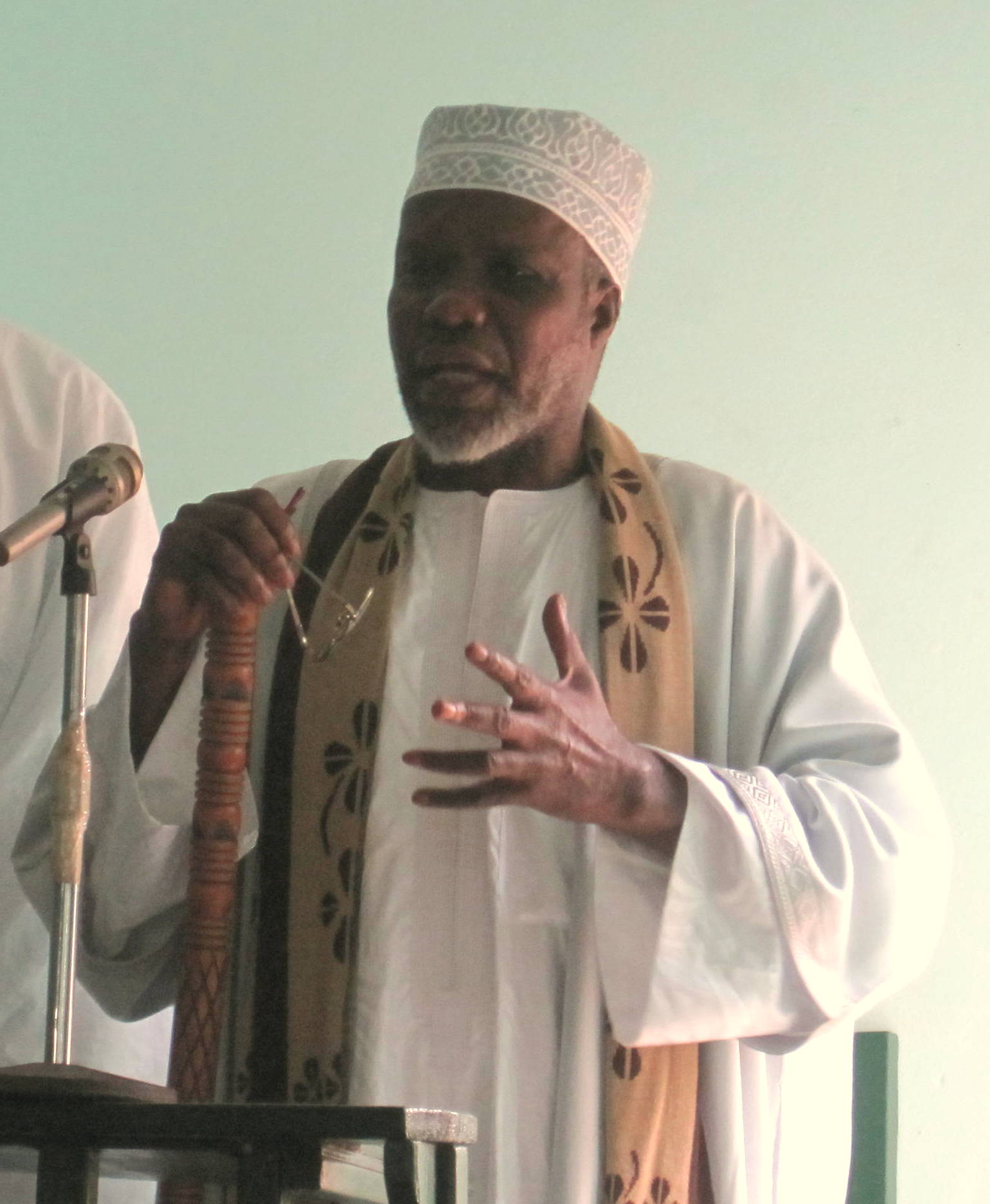
Oustaz Cheikh Tidiane Gaye (1951-2011)
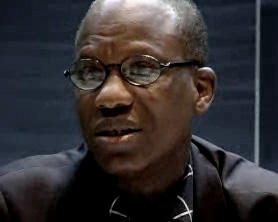
Amadou Lamine Sall (1951-)
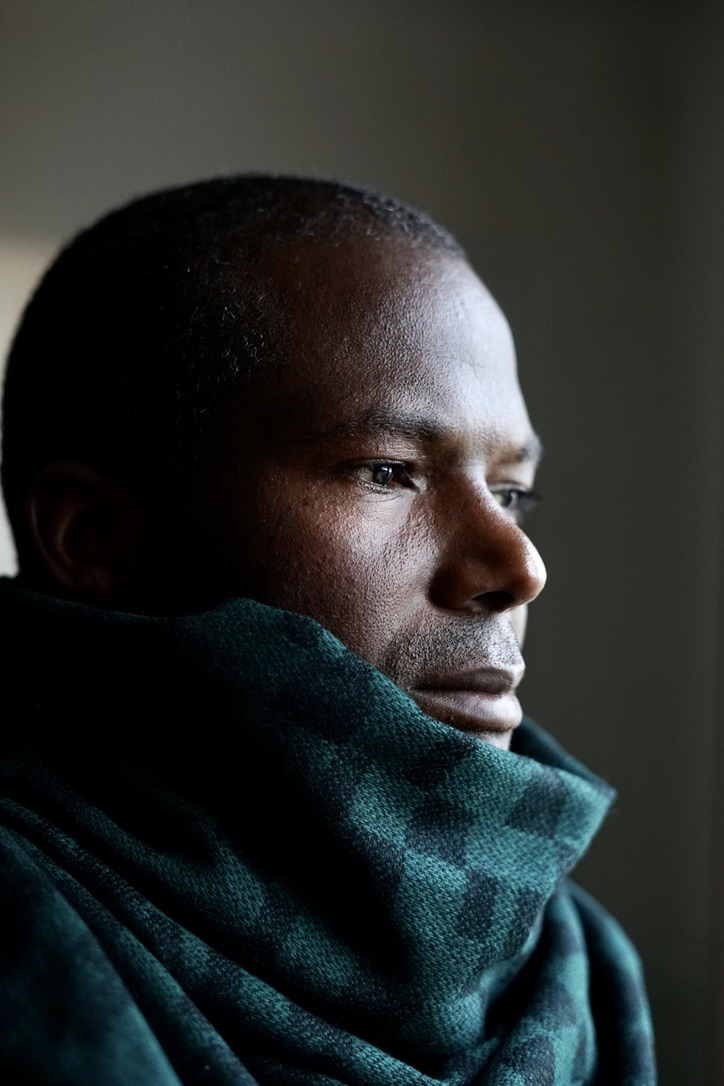
Mamadou Mahmoud N'Dongo (1970-)

## Institutions
- Archives nationales du Sénégal (1913)
- Institut français d'Afrique noire (1936), devenu Institut fondamental d'Afrique noire (1966)
- Centre de Recherche et de Documentation du Sénégal (Yoro Diaw Boly, 1944)[23]
- Bibliothèque nationale du Sénégal (2002)
- Association des écrivains du Sénégal[24]
- Maison Des Écrivains[25]

### Maisons d'édition
- Nouvelles Éditions africaines du Sénégal (1972)
- Bld éditions (1994)
- La Cheminante (2007)

### Prix littéraires
- Grand prix Afrique (Grand prix littéraire d'Afrique noire) depuis 1961
- Prix Noma de publication en Afrique (1979-2009)
- Prix Orange du Livre en Afrique (depuis 2019)
- Prix Tchicaya U Tam'si pour la poésie africaine (depuis 1989)
- Prix Ahmadou-Kourouma depuis 2004